# Canal de Kiel
Le canal de Kiel (en allemand : Nord-Ostsee-Kanal) est un canal maritime de navigation à seuil de partage de 98 kilomètres qui relie la mer du Nord (à Brunsbüttel) à la mer Baltique (à Kiel). Il a une profondeur moyenne de 13 mètres contre 52 mètres en moyenne pour la mer Baltique.
En traversant le sud de la péninsule du Jutland en Allemagne, le canal permet un raccourci moyen de 250 milles nautiques (460 km). Avec plus ou moins 120 bateaux par jour en moyenne, il est une des voies d'eau non naturelles les plus fréquentées au monde.

## Histoire

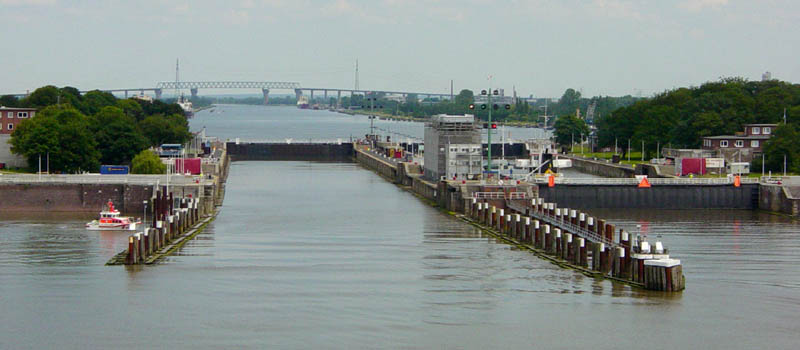
Écluse simple de la mer du Nord sur le canal de Kiel.

La première connexion entre les deux mers fut réalisée quand la région était une partie du Danemark, via le canal d'Eider (de) de 43 kilomètres reliant Kiel (sur la Baltique) au fleuve navigable Eider jusqu'à son embouchure dans la mer du Nord. Le trajet jusqu'à l'embouchure de l'Eider à Tönning totalisait 175 kilomètres. Il était large de 29 mètres et profond de 3 mètres ce qui limitait la taille des bateaux à environ 300 tonnes.
En 1866, après la guerre des Duchés puis la guerre austro-prussienne, la Prusse prend le contrôle de la région. Relier directement la mer du Nord à la Baltique, en évitant le détour autour de la péninsule du Jutland et à travers le Sund sous contrôle danois, est un intérêt stratégique allemand dont les Danois étaient dépourvus. Le Reich décide la construction d'un nouveau canal d'un gabarit bien supérieur, permettant le passage de cargos de fort tonnage et des plus puissants navires de guerre de la Kaiserliche Marine, la marine de guerre impériale allemande.

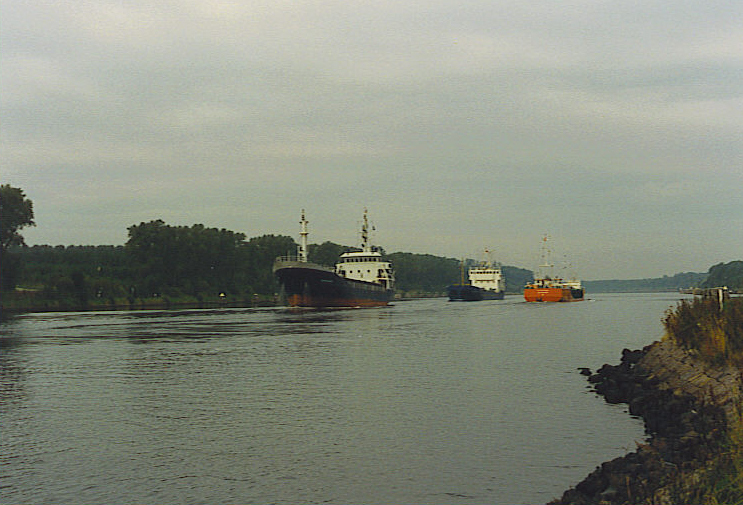
Canal de Kiel.

En juin 1887, la construction commence à Holtenau près de Kiel. Sur une période de huit ans, environ 9 000 hommes travaillent à sa construction. Le 20 juin 1895 le canal est officiellement ouvert par le Kaiser Guillaume II. Lors de la cérémonie, il pose la dernière pierre de l'ouvrage et le nomme Kaiser-Wilhelm-Kanal, en l'honneur de son grand-père et précédent empereur Guillaume Ier.
Le trafic augmentant, la partie du canal permettant le croisement des bateaux est agrandie entre 1907 et 1914. Deux écluses furent ajoutées à Brunsbüttel et à Holtenau. Au déclenchement de la Première Guerre mondiale, le canal fait 99 km de long, 104 m de largeur et 11 m de profondeur. Par comparaison, le cuirassé SMS Bayern, plus grand navire de la marine allemande à son lancement en 1915, avait un tirant d'eau de 9,4 m et une largeur de 30 m.
Après la Première Guerre mondiale, le traité de Versailles internationalise le canal tout en le laissant sous administration allemande. Hitler annula ce statut international en 1936.
Depuis la fin de la Seconde Guerre mondiale, le canal est à nouveau ouvert à tout navire.
Le canal fut renommé officiellement en 1948 Nord-Ostsee Kanal (littéralement « canal [mer du] Nord – mer Baltique », la mer Baltique étant appelé Ostsee ou mer de l'Est en allemand), mais est connu internationalement sous le nom de canal de Kiel.